# 飛行隊
飛行隊（ひこうたい）とは、広義には航空機を運用する飛行部隊の総称、狭義には空軍および陸軍と海軍の航空部隊の中核となる部隊編制単位である。英語のスコードロン (Squadron) の訳語のひとつ。本項では部隊単位についての飛行隊について詳述する。
航空部隊の部隊単位としては第一次世界大戦期から使用例があるが、その時代や各国により編制・定義・訳は様々である。

## 概要

### フランス
18世紀末のフランス革命戦争において、当時のフランス軍がガス気球を用いた偵察や着弾観測を行なっており、1794年に組織された「フランス航空部隊」が軍事における飛行隊の嚆矢と言われている。

### アメリカ
アメリカ空軍の母体であるアメリカ陸軍航空軍では、「空軍/航空軍(Air Force)」、航空軍内の機能別管理単位である「航空兵団 (Air Command)」、「航空師団 (Air Division)」、 「航空団 (Wing)」、「航空群 (Group)」 の次に「飛行隊 （Squadron）」となる。グループやスコードロンは航空兵力の種類に応じて訳される場合が多い（例：「爆撃大隊 (Bomb Group)」・「戦闘機中隊 (Fighter Squadron)」）。欧州戦線では第8空軍、太平洋戦線では第20空軍が主力になった。
2020年代の時点で、アメリカ海軍の空母航空団では、F/A-18F飛行隊は定数12機、F/A-18E飛行隊のうち1個は12機で残り2個は10機とされている。F-35Cは、当初は定数10機のF/A-18E飛行隊2個を1対1で代替する計画だったが、納入遅延もあり、定数16機の飛行隊1個とすることも検討されている。またアメリカ海兵隊航空部隊のF-35B飛行隊は、地上基地に10機を残した状態で6機を強襲揚陸艦に派遣できるよう定数16機とされているが、こちらも定数自体を10機に削減することが検討されており、この場合、艦上派遣を行う際には地上基地には予備機のみが残されることとなる。

### イギリス
イギリス空軍はアメリカ陸軍航空軍とほぼ同様の編制ではあるが、「軍団 (Command)」、「飛行集団 (Group)」、「飛行団 (Wing)」の次に「飛行隊 (Squadron)」となり、さらに飛行隊に満たない戦闘単位や飛行隊編制に該当しない隊として「フライト (Flight、飛行小隊)」が設けられる場合がある。スコードロンは名称を変えないままでも装備機種を変えるので飛行隊と訳される場合が多い。バトル・オブ・ブリテンでは、戦闘機軍団が活躍した。

### ドイツ

#### ドイツ国防軍
ドイツ国防軍時代は上記の「ゲシュヴァーダー」と「シュタッフェル」の間に飛行隊の「グルッペ（Gruppe）」が存在しこれらの部隊番号はローマ数字で表記された。またこの際にはシュタッフェルは「飛行隊」ではなく「中隊」と訳される。
例
- 航空団(飛行群)
  - 第Ⅰ飛行隊
    - 第1中隊:

#### ドイツ連邦軍
ドイツ連邦軍におけるドイツ空軍で飛行隊に相当するのは、「シュタッフェル (Staffel)」である。航空軍団（航空軍）の「フリーガーコーア (Fliegerkorps)」、航空師団の「フリーガーディフィジョーン (Fliegerdivision)」、航空団（戦隊）の「ゲシュヴァーダー (Geschwader)」の次に「シュタッフェル」がある。

### 日本

#### 日本軍
太平洋戦争期の日本陸軍では、「航空総軍 (FSA)」、「航空軍 (FA)」、「飛行師団 (FD)」/「飛行集団 (FC)」、「飛行団 (FB)」、「飛行戦隊 (FR)」の次に「飛行中隊 (Fc)」となり、この「飛行戦隊」と「飛行中隊（中隊）」が飛行隊に相当した。なお1943年後半より戦闘戦隊に限り、新たに飛行隊編制が布かれ「飛行中隊」は廃止され「飛行隊」に名称とともに改編されている。戦闘戦隊の飛行中隊/飛行隊の最小単位は2機編隊の「分隊」で、その「分隊」が2個集まり4機編隊の「小隊」を、またその「小隊」が3個集まり計12機の1個「飛行中隊/飛行隊」を構成し、おおむね3個「飛行中隊/飛行隊」で1個「飛行戦隊」を編成した。また飛行隊の名称を冠する飛行部隊としては、他に「独立飛行隊 (Fs)」、「練習飛行隊 (FRF)」・「教育飛行隊 (FRK)」・「錬成飛行隊 (FRL)」などが編成されている。
日本海軍では、1934年6月1日、「飛行隊基本編制」を定め、1936年6月に一部改訂を行った。この基本編制は予算上のもので実行には別に「飛行隊編制」が定められていた。1944年3月1日、特設艦船部隊令を改訂し、特設飛行隊制度が布かれ、4日に特設飛行隊の名称、兵力などが定められた。

#### 自衛隊
部隊編制に際してアメリカ空軍に倣いながらも間接的に日本陸軍の影響を受けた航空自衛隊では、「航空総隊 (Air Defense Command)」、「航空方面隊 (Air Defence Force)」/「航空混成団 (Composite Air Division)」、「航空団 (Air Wing)」、「飛行群 (Air Group)」の次に「飛行隊 (Fighter squadron)」となる。
陸上自衛隊では（各方面隊直轄である）「方面航空隊 (Army Aviation Group)」、「方面ヘリコプター隊」/「対戦車ヘリコプター隊」の次に「飛行隊」となる。このほか中央即応集団直轄の「第1ヘリコプター団 (1st Helicopter Brigade)」および、同団の隷下である「第1輸送ヘリコプター群 (1st Transportation Helicopter Group)」がそれぞれ「飛行隊」を擁する。
海上自衛隊では（自衛艦隊直轄である）「航空集団 (Fleet Air Force)」、「航空群 (Fleet Air Wing)」の次に「航空隊 (Squadron)」となり、この「航空隊」が航空自衛隊における「飛行隊」に相当する。

## 飛行隊の一覧
- 第1飛行隊
- 第2飛行隊
- 第3飛行隊
- 第4飛行隊
- 第5飛行隊
- 第6飛行隊
- 第7飛行隊
- 第8飛行隊
- 第9飛行隊
- 第10飛行隊

- 第11飛行隊
- 第12飛行隊
- 第13飛行隊
- 第14飛行隊
- 第15飛行隊
- 第16飛行隊
- 第17飛行隊
- 第18飛行隊
- 第19飛行隊
- 第20飛行隊

- 第21飛行隊
- 第22飛行隊
- 第23飛行隊
- 第24飛行隊
- 第25飛行隊
- 第26飛行隊
- 第30飛行隊
- 第31飛行隊
- 第40飛行隊
- 第42飛行隊

- 第69飛行隊
- 第101飛行隊
- 第102飛行隊
- 第103飛行隊
- 第105飛行隊
- 第106飛行隊
- 第109飛行隊
- 第115飛行隊

- 第201飛行隊
- 第202飛行隊
- 第203飛行隊
- 第401飛行隊
- 第402飛行隊
- 第403飛行隊
- 第404飛行隊
- 第444爆撃隊
- 第601飛行隊